# گلیز ۸۸۴
گلیز ۸۸۴ یک ستاره است که در صورت فلکی دلو قرار دارد.